# Lincolnshire
Lincolnshire er et county (sammenligneligt med et grevskab eller amt) i det østlige England. Det grænser op til Norfolk, Cambridgeshire, Rutland, Leicestershire, Nottinghamshire, South Yorkshire og East Riding Yorkshire. Desuden har det en blot 19 meter lang grænse til Northamptonshire, hvilket er Englands korteste countygrænse. Residensbyen er Lincoln, hvor dets countyråd har sin forsamling.
Det ceremonielle county Lincolnshire består af non-metropolitan countyet Lincolnshire samt de enhedlige myndigheder North Lincolnshire og North-East Lincolnshire.
Countyet er det næststørste af de engelske counties, og det er primært et landbrugscounty. Det kan opdeles i en række geografiske sekundære regioner, herunder: Lincolnshire Fens (sydlige Lincolnshire), The Carrs (svarende til Fens, men i det nordlige Lincolnshire), Lincolnshire Wolds og det industrielle æstuarium Humber samt nordsøkysten ved Grimsby og Scunthorpe.

## Byer
- Lincoln (indbyggertal: 104.565)
- Grimsby (indbyggertal: 85.911)
- Scunthorpe (indbyggertal: 81.286)
- Boston (indbyggertal: 45.339)
- Grantham (indbyggertal: 44.898)
- Spalding (indbyggertal: 30.556)
- Cleethorpes (indbyggertal: 29.678)
- Gainsborough (indbyggertal: 21.908)
- Stamford (indbyggertal: 20.742)
- Skegness (indbyggertal: 20.704)
- Sleaford (indbyggertal: 18.033)
- Bourne (indbyggertal: 17.490)

## Berømte personer
- John Franklin – polarforsker
- Bruce Barrymore Halpenny – militærhistoriker og forfatter
- Isaac Newton – videnskabsmand fra Woolsthorpe-by-Colsterworth
- Jennifer Saunders – skuespiller og komiker
- Bernie Taupin – sangskriver for Elton John
- Rod Temperton – sangskriver
- Alfred Tennyson – digter
- Margaret Thatcher – tidligere premierminister i Storbriannien
- Charles Wesley – grundlægger af den metodistiske bevægelse